# Clube de Tiro de Monfortinho
O Clube de Tiro de Monfortinho, também referido como Herdade do Clube de Tiro de Monfortinho  é uma propriedade do Município de Idanha-a-Nova que integra o complexo turístico-balnear das Termas de Monfortinho. Situa-se na bacia do rio Erges (afluente do Tejo), à beira de Espanha.
O seu pavilhão de caça é, desde que foi criado nos anos 1950s pelo Conde da Covilhã (Júlio Anahory de Quental Calheiros), local de convívio e tertúlia de caçadores portugueses e espanhóis, abrigando um restaurante especializado em gastronomia regional e pratos de caça.
No seu interior, localiza-se um parque ecológico com barragem e piscinas, parque infantil e área de merendas. A herdade é também procurada pelo seu campo de tiro desportivo, dos mais bem equipados de Portugal, com fosso olímpico, campos para compak sporting e outras modalidades, percurso de tiro de caça e zona de largada de patos.